# Cerkiew św. Paraskewy w Leszczowatem
Cerkiew św. Paraskewy w Leszczowatem – drewniana parafialna cerkiew greckokatolicka, znajdująca się w Leszczowatem.
Zbudowana w 1922 w miejscu starszej, drewnianej cerkwi z 1771, została odnowiona w 1937. Należała do dekanatu leskiego.
Na północ od cerkwi znajdowała się murowana kaplica ufundowana w 1861 przez właściciela wsi. Po wojnie cerkiew została przejęta przez Kościół rzymskokatolicki.

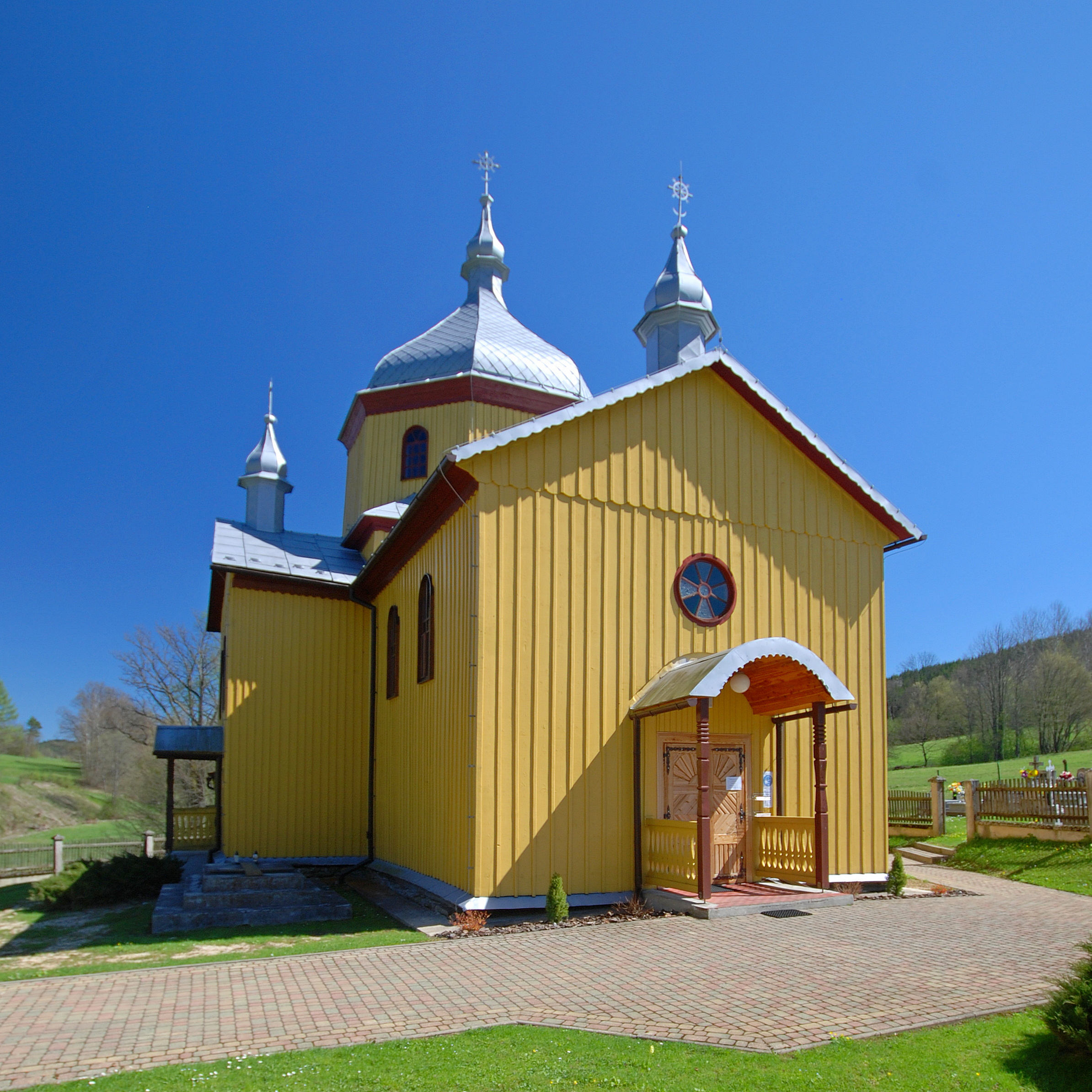
Elewacja frontowa
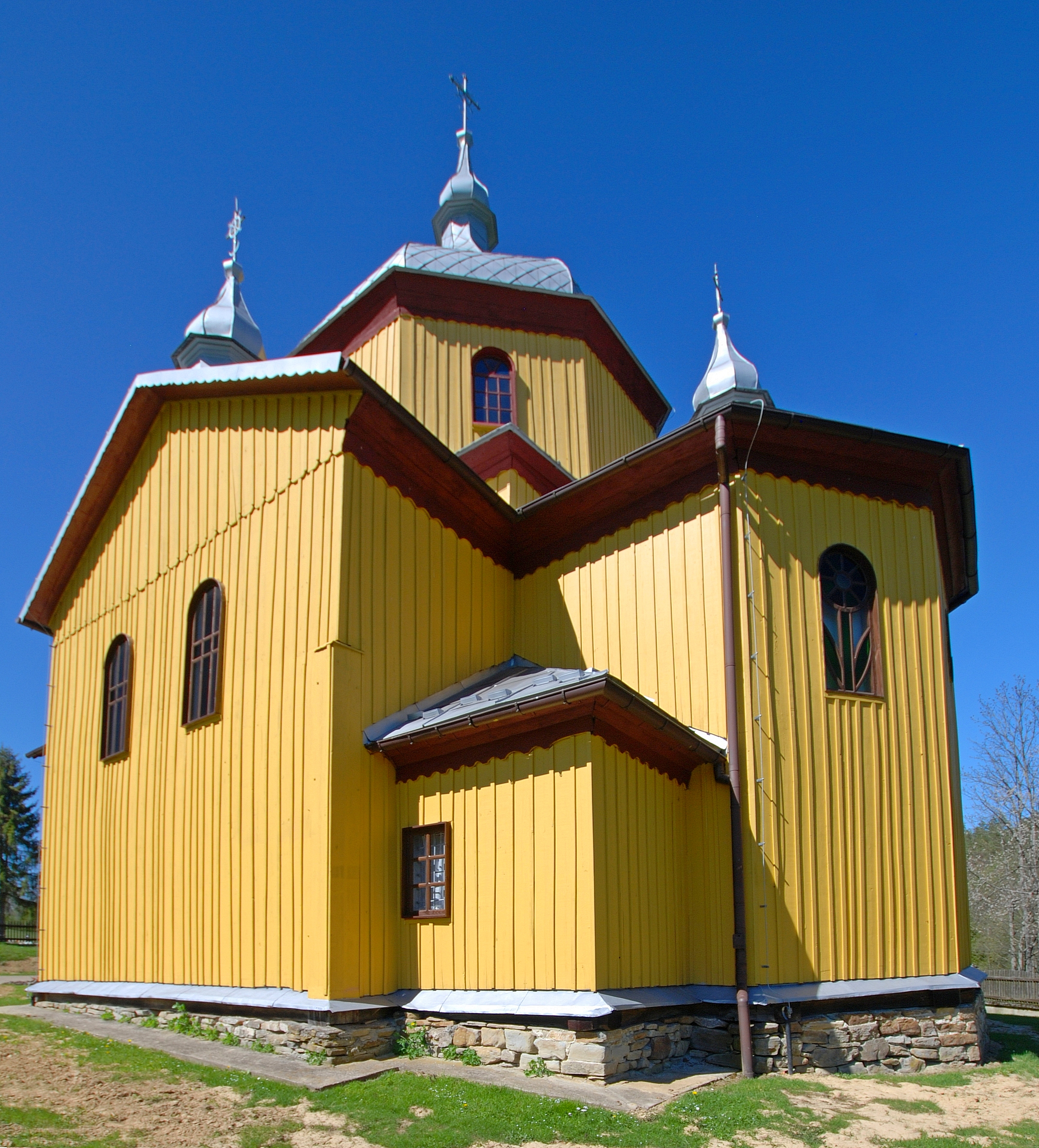
Widok od strony prezbiterium
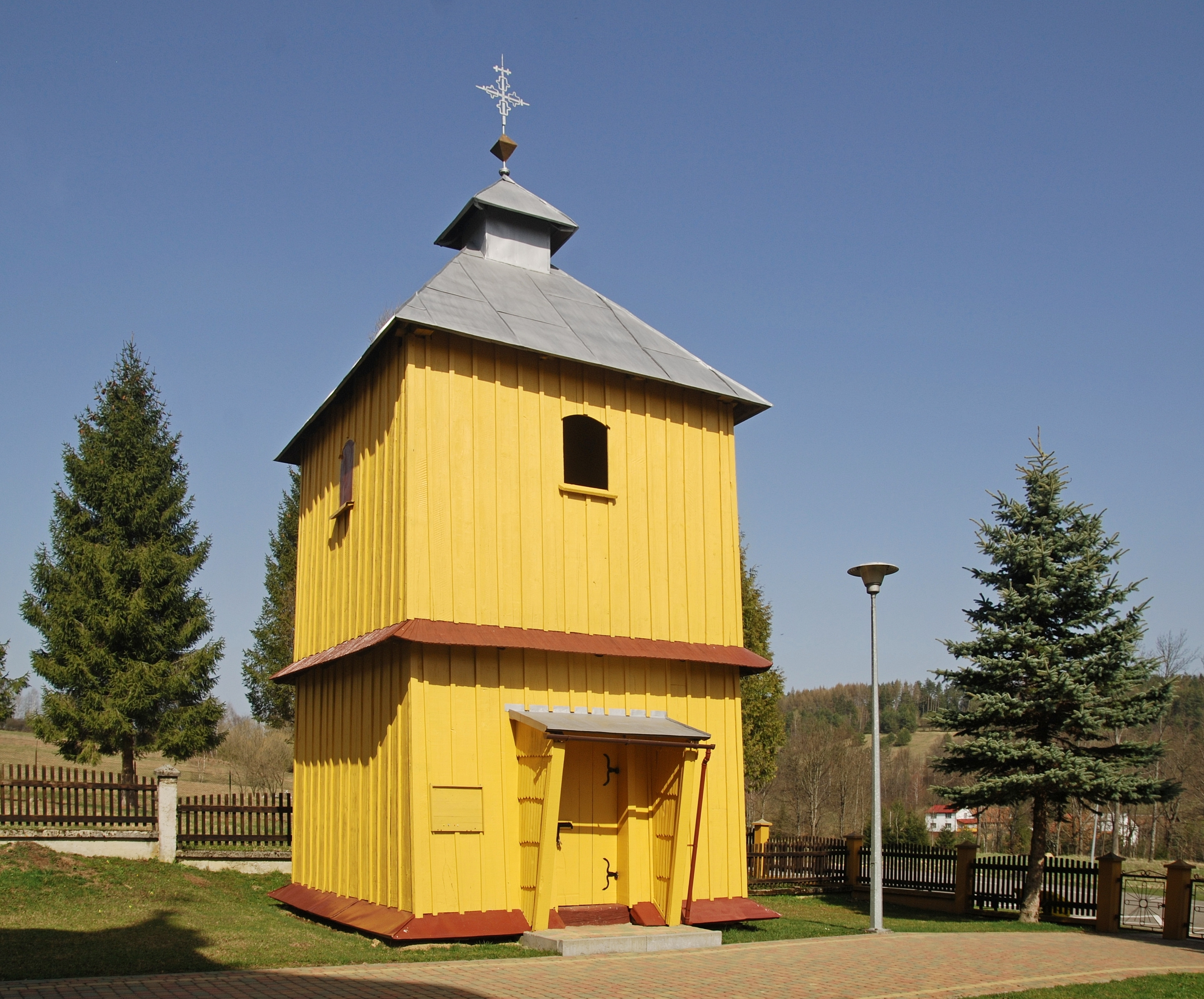
Dzwonnica

## Biblioteka
- Dmytro Błażejowśkyj, Istorycznyj szematyzm Peremyskoji Eparchiji z wkluczennjam Apostolśkoji Administratury Łemkiwszczyny (1828-1939), Lwów 1995, ISBN 5-7745-0672-X